# Pinguiochrysidales
Ordre
Les Pinguiochrysidales sont un ordre d’algues de l’embranchement des Ochrophyta et de la classe des Pinguiophyceae.

## Liste des familles
Selon AlgaeBase (13 mars 2022) :
- Pinguiochrysidaceae Kawachi et al., 2002

## Systématique
L'ordre des Pinguiochrysidales a été créé en 2002 par Masanobu Kawachi (d), Mika Atsumi, Hisato Ikemoto et Shigetoh Miyachi.